# かもめ (2018年の映画)
『かもめ』（The Seagull）は2018年のアメリカ合衆国の文芸ドラマ映画。
監督はマイケル・メイヤー、出演はアネット・ベニングとシアーシャ・ローナンなど。
アントン・チェーホフの同名戯曲を映画化した作品である。
2018年4月に開催されたトライベッカ映画祭で初上映された。
日本では劇場公開されず、WOWOWで2021年5月20日に放映された。

## ストーリー
冒頭に、第4幕のニーナが訪ねて来る場面までが簡潔に描かれた後、第1幕から原作通りに進行する。

## キャスト
- イリーナ: アネット・ベニング - 有名なベテラン女優。
- ニーナ: シアーシャ・ローナン - 女優を夢見ている若い女性。
- ボリス: コリー・ストール - 有名な作家。イリーナの恋人。
- マーシャ: エリザベス・モス - ソーリン家の支配人の娘。
- ポリーナ: メア・ウィニンガム - マーシャの母親。
- ドクター: ジョン・テニー - ソーリンの主治医。
- シャムラーエフ: グレン・フレシュラー - 屋敷の支配人。マーシャの父親。ポリーナの夫。
- メドヴェジェンコ: マイケル・ゼゲン（英語版） - 学校教師。マーシャに求愛。
- コンスタンチン: ビリー・ハウル - 作家志望の青年。イリーナの息子。ニーナの恋人。
- ソーリン: ブライアン・デネヒー - イリーナの兄。

## 製作
撮影は2015年6月29日にニューヨーク市で開始された。

## 作品の評価
Rotten Tomatoesによれば、批評家の一致した見解は「『かもめ』の最新版は、他のチェーホフの翻案作品との差別化はほとんどできていないが、その一流のキャストにとっては演技を披露する魅力的な場となっている。」であり、126件の評論のうち高評価は67%にあたる85件で、平均点は10点満点中6.1点となっている。
Metacriticによれば、31件の評論のうち、高評価は14件、賛否混在は16件、低評価は1件で、平均点は100点満点中58点となっている。
映画評論家のA・O・スコットはニューヨーク・タイムズ紙における評論において本作のキャストはそれぞれの役柄に適した人選であるが、映画全体としては期待外れであるとし、「ベニング氏、モス氏、そしてローナン氏は、おそらく言うまでもないだろうが、特に素晴らしい。チェーホフが不思議な同情心と狡猾な胆力をもって女性キャラクターに与えた個性をそれぞれが見出している。キャストは素晴らしい。演技も素晴らしい。しかし本作は駄作である。なぜなら、どうあるべきかという明確で一貫したアイデアがないからである。」と述べている。